# Mestre da Madalena
O Mestre da Madalena foi um pintor de identidade desconhecida ativo na região de Florença, Itália, na segunda metade do século XIII. 
[[File:Madonna and Child Enthroned MET 41.100.8.jpg|250px|thumb|O Tríptico Blumenthal, uma das mais an

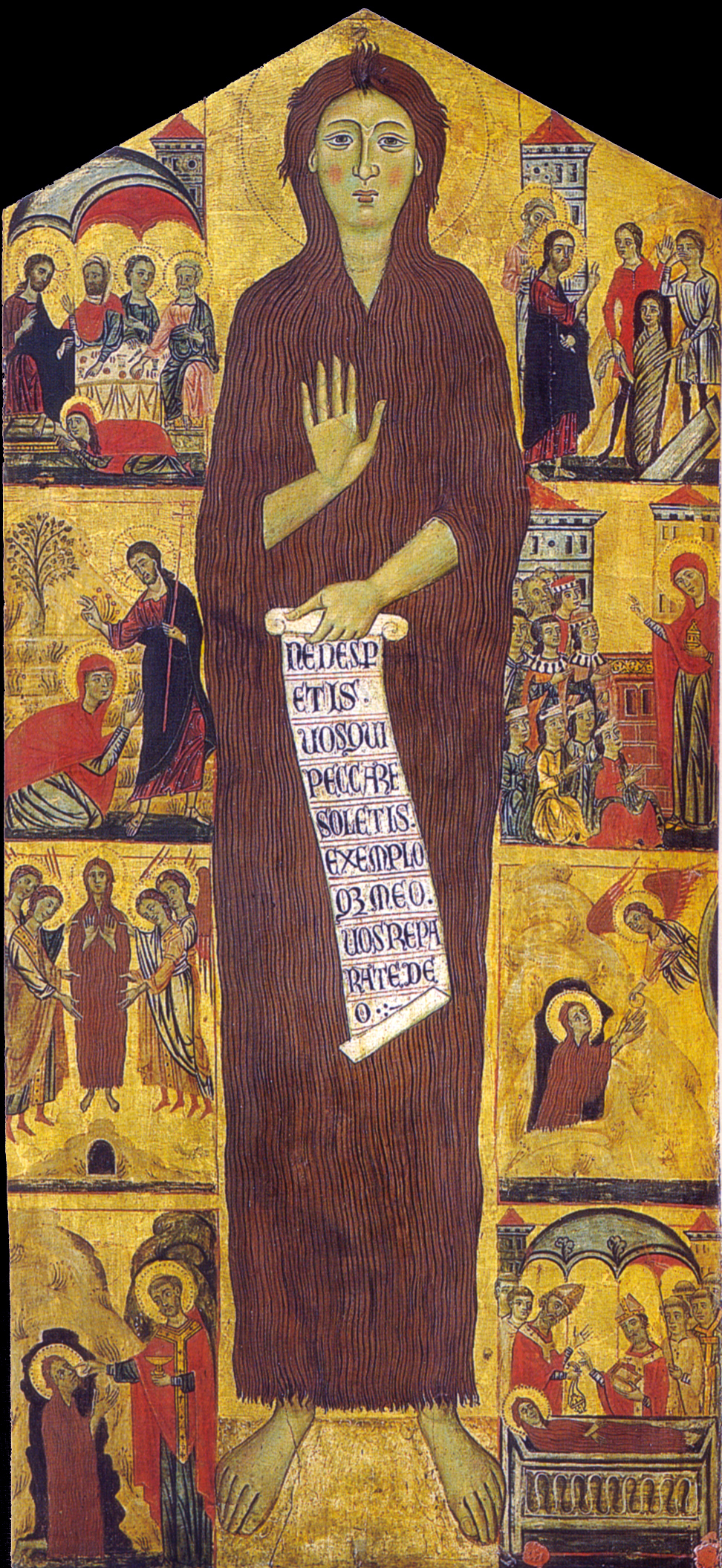
Santa Madalena e cenas de sua vida.

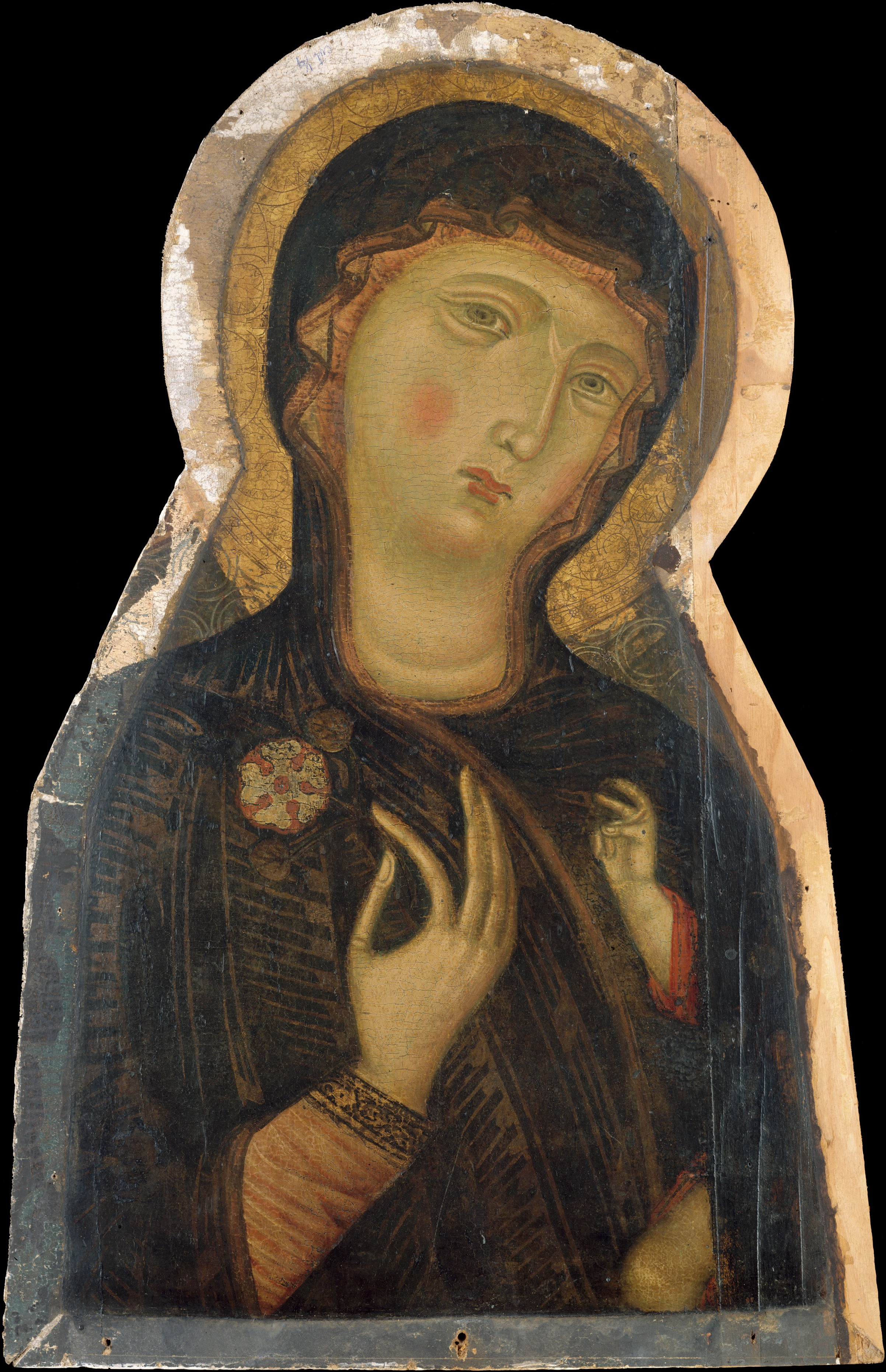
A Madonna fragmentária do Museu Metropolitano.

Seu apelido vem de uma obra a ele atribuída, intitulada Santa Maria Madalena Penitente e Oito Cenas de sua Vida, hoje preservada na Galeria da Academia em Florença. A partir desta peça, através da análise estilística comparativa e outros meios, Osvald Sirén iniciou a reconstrução da carreira e do legado pictórico deste mestre obscuro. As pesquisas que ele e outros empreenderam acabaram por identificar um significativo grupo de peças que, pela sua grande homogeneidade, pôde ser atribuído a ele ou ao seu atelier. Embora tenha sido bem estabelecido o seu estilo geral, a identificação das peças individuais tipicamente é cercada de controvérsia e a maioria das atribuições modernas não se tornou um consenso. De qualquer modo, a grande produção que sobrevive mostrando afinidades com a Santa Madalena indica que o Mestre era um artista de muito prestígio, um dos principais a atuar em Florença em sua geração, e perfeitamente a par dos desenvolvimentos artísticos de sua época. Para Angelo Tartuferi, o Mestre foi "certamente um dos protagonistas máximos da pintura na 'Florença de Dante'. [...] No curso de sua longa carreira, [...] o artista se impôs como um dos mais autênticos e informados intérpretes da tradição pictórica local. A multidão de obras atribuídas à sua oficina — variadíssima também do ponto de vista tipológico: dosseis, altares portáveis, peças de devoção privada, retábulos, arcas pintadas — é em seu conjunto a mais vasta que chegou a nós daquele período proveniente de um único pintor".
Considera-se que seu estilo tenha assimilado influências da arte bizantina e dos pintores Coppo di Marcovaldo, Meliore Toscano e Cimabue, e pode ser dividido em três fases principais, mas sua descrição é também controversa. Na formulação de Federico Zeri, a primeira (c. 1265-1270) tem caráter mais arcaizante, mostrando grande dependência dos modelos de Marcovaldo e bizantinos; a segunda (c. 1270-1280) é associada ao estilo de Toscano, e na terceira (c. 1280-1295) se inclina para a órbita de Cimabue. Nesta última fase se destaca a composição da Santa Madalena.
Segundo Zeri, a produção do seu atelier é menos criativa e de técnica mais pobre quando comparada aos principais mestres de sua geração, e possivelmente sua clientela tinha um mais baixo poder aquisitivo, mas em peças consideradas de sua autoria exclusiva, como a fragmentária Madonna do Museu Metropolitano de Nova Iorque, suas qualidades superam nitidamente as dos seus ajudantes e discípulos. Sua evolução estilística acompanha o progressivo afastamento dos cânones bizantinos proposto pelos artistas mais avançados, em direção à formação de uma linguagem gótica tipicamente italiana, com um novo senso de lirismo e naturalismo, que ficam mais evidentes em sua fase final. Zeri refere também que ele desempenhou um importante papel de disseminador de novos elementos introduzidos pelas vanguardas e foi um fixador de tipologias compositivas que ganharam larga aceitação.
Com uma veia claramente ingênua, o Mestre da Madalena fez uma síntese entre referências eruditas e populares, influenciou diversos outros pintores e demonstrou possuir uma rica fantasia e uma notável capacidade narrativa. Segundo Daniela Parenti, "a incisividade da descrição e a atenção ao detalhe conferem às figuras uma vivacidade que compensa as proporções pouco harmoniosas de alguns personagens, a repetição de estereótipos tipológicos e a composição um pouco mecânica".
A obra-tipo do seu atelier, como se disse, é a Santa Madalena. Mede 165 x 76 cm, e foi realizada entre 1280 e 1285 em têmpera sobre um painel de madeira. Uma grande figura da santa, toda coberta pelos seus próprios cabelos, domina a centralmente composição. Ela segura um pergaminho onde uma inscrição latina aconselha aos pecadores para que sigam seu exemplo de renúncia e penitência. De ambos os lados se desenrolam episódios de sua vida, um estilo de composição chamado precisamente "Vida", inspirado em ícones bizantinos e em tradições iconográficas franciscanas. Nada se sabe sobre a história da obra antes de Follini e Moreni a encontrarem em 1791 no vestíbulo da biblioteca do mosteiro da Santíssima Anunciata em Florença, sendo neste época considerada uma obra anterior a Cimabue. No século XIX foi integrada a uma coleção de pinturas antigas recolhida por Francesco Raimondo Adami, Geral dos Servos de Maria, e depositada na Galeria da Academia. Nesta época foi proposta sua atribuição a Bonaventura Berlinghieri ou ao Mestre de San Piero a Grado, até que Sirén propôs nas décadas de 1920 e 1930 a individualização do autor como um outro artista e líder de uma escola, opinião que veio a prevalecer. Nas palavras de V. Santoleri, 
"As cores são ricas e intensas, quase esmaltadas, e mostram aqueles tons típicos da pintura da região florentina, que remetem à obra de artistas como Coppo di Marcovaldo e Meliore (Kvoshinsky, Salmi, 1914; Richter, 1930). A graciosa arquitetura que qualifica as cenas da vida da santa e a caligrafia pesada do desenho falam de um artista ainda ligado em parte aos estilemas bizantinos, aos quais também se associam alguns personagens iconográficos (Venturi, 1907). Os traços mais tipicamente florentinos e góticos emergem ainda na pintura das vestes — nos vincos realçados, alongados e rígidos — e na escolha de uma paleta cromática audaciosa, que também aparece o fragmento de Santa Madalena dos mosaicos do batistério florentino. (Richter, 1930)".
Além da Santa Madalena, suas principais obras atribuídas são:
- Madonna lactans entronizada com os santos Leonardo e Pedro e cenas da vida de São Pedro (Galeria da Universidade de Yale).
- Madonna entronizada com dois santos e seis cenas de sua vida (Museu de Artes Decorativas, Paris).
- Madonna (Fogg Art Museum, Cambridge).
- Tríptico Blumenthal (Museu Metropolitano, Nova Iorque).
- Madonna entronizada com dois anjos (Gemäldegalerie, Berlim).
- Madonna entronizada com os santos Domingos e Martinho e dois anjos (Museu Thyssen-Bornemisza, Madri).
- São Lucas Evangelista (Galeria da Academia, Florença).

Foi postulado que ele tenha participado também na criação de alguns trechos dos mosaicos do Batistério de Florença, que traem uma semelhança com seu estilo.

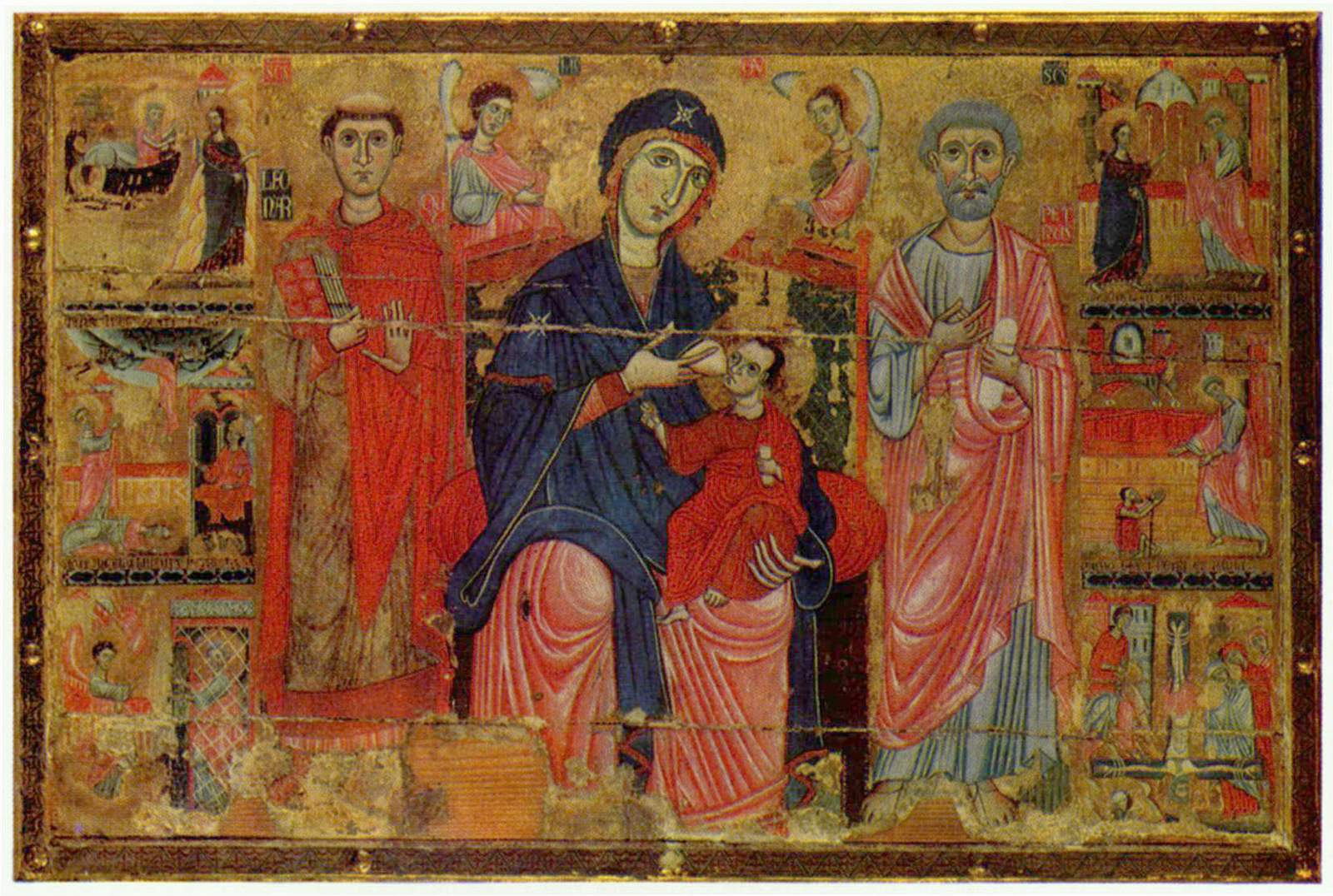
Madonna lactans entronizada com os santos Leonardo e Pedro e cenas da vida de São Pedro, c. 1270
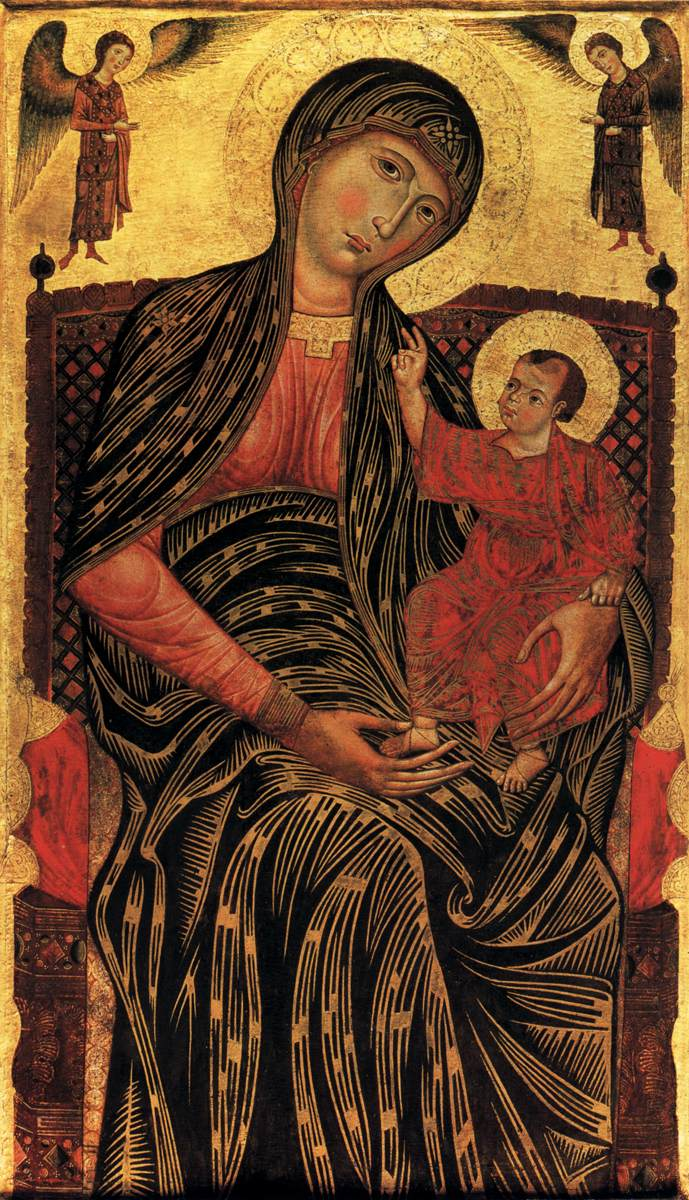
Madonna entronizada e dois anjos, c. 1270
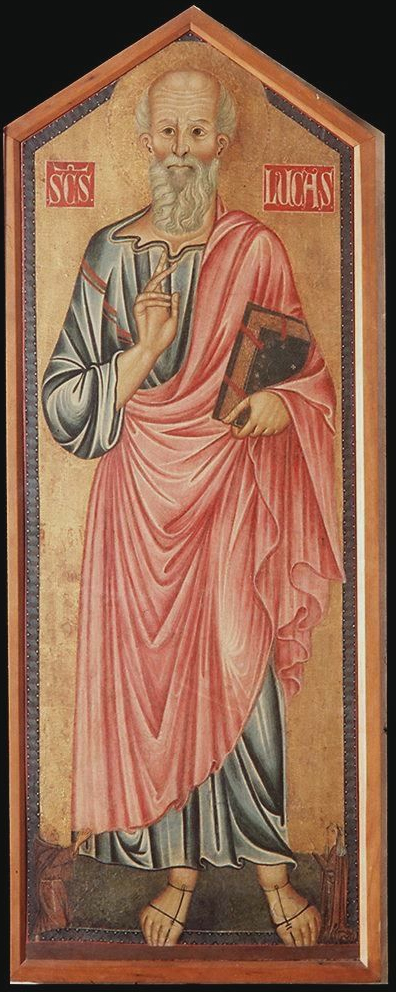
São Lucas, c. 1280-90
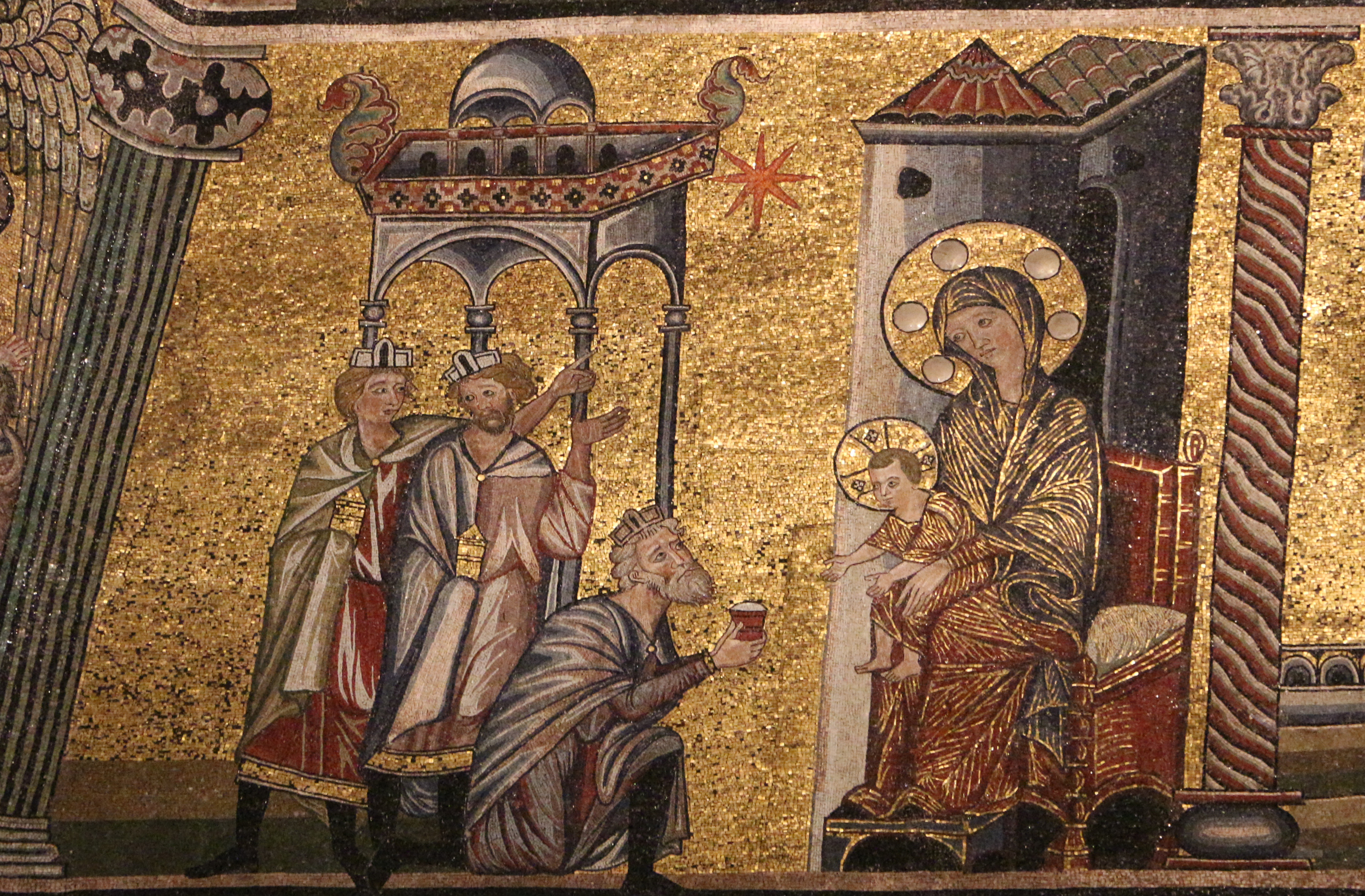
Adoração dos reis Magos, mosaico no Batistério de Florença